# Spathius apotanus
Spathius apotanus är en stekelart som beskrevs av Wilkinson 1931. Spathius apotanus ingår i släktet Spathius och familjen bracksteklar. Utöver nominatformen finns också underarten S. a. laevior.